# The Relief of Lucknow
The Relief of Lucknow è un cortometraggio muto del 1912 diretto da J. Searle Dawley.

## Produzione
Il film fu prodotto dalla Edison Manufacturing Company.

## Distribuzione
Distribuito dalla General Film Company, il film - un cortometraggio in una bobina - uscì nelle sale cinematografiche degli Stati Uniti il 27 luglio 1912. Nel Regno Unito, venne distribuito il 25 settembre 1912.